# The Human League
The Human League er et britisk electro/syntpop-band dannet i Sheffield i 1977.
Det eneste gennemgående medlem har siden 1977 været forsanger og sangskriver Philip Oakey. De to keyboard-spillere Martyn Ware og Ian Craig Marsh forlod begge bandet i 1980 for at danne gruppen Heaven 17.
Det var under Philip Oakeys lederskab, at gruppen siden udviklede sig til et succesfuldt poporkester og en ny line-up med de to kvindelige sangerinder Joanne Catherall og Susan Ann Sulley.
Siden 1990'erne har gruppen været centreret omkring Oakey, Catherall og Sulley.
Gruppen opnåede for alvor succes med “Dare” (1981). Albummet nåede førstepladsen på den britiske hitliste, og singlen “Don’t you want me” har siden været gruppens signatur-sang.
Siden 1978 har gruppen udsendt ni studiealbum, to album med remixes, et live-album, flere opsamlingsplader, seks EP’er og 30 singler.
Samlet har gruppens album solgt mere end 20 millioner eksemplarer.

## Diskografi
- Reproduction (1979).
- Travelogue (1980).
- Holiday '80 (1980).
- Dare (1981).
- Fascination (1983).
- Hysteria (1984).
- Crash (1986).
- Romantic (1990).
- Octopus (1994).
- Travelogue(plus bonus tracks) (2003).
- Reproduction(plus bonus tracks) (2003).

| Musikgruppe | Spire Denne artikel om en britisk musikgruppe er en spire som bør udbygges. Du er velkommen til at hjælpe Wikipedia ved at udvide den. |